# Brania longisetis
Brania longisetis är en ringmaskart som först beskrevs av Fauvel 1919.  Brania longisetis ingår i släktet Brania och familjen Syllidae. Inga underarter finns listade i Catalogue of Life.